# Prasocuris boreella
Prasocuris boreella är en skalbaggsart som först beskrevs av Schaeffer 1928.  Prasocuris boreella ingår i släktet Prasocuris och familjen bladbaggar. Inga underarter finns listade i Catalogue of Life.